# テクニーク・ダバンギャルド
TAG Group (Holdings) SAは、ルクセンブルクの首都ルクセンブルク市に基盤を置く持株会社である。サウジアラビア人の企業家マンスール・オジェ（2021年に死亡）が率いていた。

## 歴史
テクニーク・ダバンギャルド (Techniques d'Avant Garde) は1975年にサウジアラビア人の企業家であるアクラム・オジェによって、先進技術への投資会社として設立された。
タグ・ホイヤー（TAG Heuer）は1985年にTAGがレース計時で知られていたホイヤー社を買収して子会社としたものである。製品ラインアップを近代化し、スイス製腕時計の大手になった。タグ・ホイヤーは1990年代にグループから外され、1999年にLVMHに7億4,000万米ドルで売却された。

## 活動

### 航空
TAG Aeronauticsは、中東地域におけるボンバルディア・エアロスペースの代理店である。
TAG Aviationはスイスのジュネーブに本拠を置く商業航空サービス、航空機管理、航空機チャーター、メンテナンス、売買のプロバイダである。
TAG Aviation USA, Incは、サンフランシスコにある航空管理会社である。TAGはAMI Jet Charter社のブローカー兼共同所有者であり、同社は米国内で米連邦航空局が定める航空会社の認証を運営している。2007年の末、AMI Jet Charterの行っていた認証は、運用に違反があったとして米連邦航空局より取り消された。そのため、同社の活動は航空機のブローカーのみとなった。
TAG Farnborough Airport Ltd.は、TAG Aviation社の子会社であり、英国防省とファーンボロー空港 (Farnborough Airfield) の99年の賃貸契約を結んでいる。

### モータースポーツ
TAGは1980年よりウィリアムズのスポンサーとなった。
アクラム・オジェの息子、マンスール・オジェがマクラーレンとの関係を持つと、マンスール・オジェとマクラーレンは1982年の12月に新組織 TAG Turbo Engines を設立し、この組織とポルシェの間で契約を結んだ。
ポルシェによって開発された1,500ccターボエンジンにはTAGのバッジネームが付けられた。このエンジンはTTE PO1と名付けられ、1983年オランダグランプリで実戦にデビューした。このエンジンはマクラーレンのみが1987年シーズンまで使用し、1984年から1986年まで3年連続のドライバーズチャンピオンと、1984年、1985年の2年連続のコンストラクターズチャンピオンの獲得を支えた。このエンジンは、しばしば「TAGポルシェ」と通称される。